# Phi vụ động trời
Phi vụ động trời (tên gốc tiếng Anh: Zootopia, hay còn được biết đến với tên Zootropolis ở một số quốc gia) là một bộ phim hoạt hình gia đình, phiêu lưu-hài kịch 3D năm 2016 của Mỹ, phim được sản xuất bởi Walt Disney Animation Studios và phát hành bởi Walt Disney Pictures. Đây là phim hoạt hình thứ 55 trong loạt phim của Walt Disney Animated Classics.
Phi vụ động trời được đạo diễn bởi Byron Howard, Rich Moore, và đồng đạo diễn bởi Jared Bush, với sự tham gia lồng tiếng của Ginnifer Goodwin, Jason Bateman, Idris Elba, J.K. Simmons, Tommy Chong, Octavia Spencer, Jenny Slate, và Shakira. Phim được phát hành dưới các định dạng Disney Digital 3D, RealD 3D, và IMAX 3D vào ngày 4 tháng 3 năm 2016 tại Mỹ. Ở Việt Nam, Phi vụ động trời được phát hành sớm hơn vào ngày 19 tháng 2 năm 2016. Nội dung của phim nói về tình bạn bất đắc dĩ giữa một cô thỏ cảnh sát và một chú cáo đỏ khi cả hai phát hiện ra một âm mưu liên quan tới sự mất tích của các cư dân thú ăn thịt trong thành phố.
Phi vụ động trời nhận được nhiều đánh giá tích cực từ giới chuyên môn, đề cao về thiết kế đồ họa, kịch bản tinh vi cũng như sự pha trộn giữa tính hài hước và sự kịch tính, và trên hết là chủ đề của bộ phim về sự định kiến và khuôn mẫu. Ngay sau khi ra mắt, bộ phim đã phá vỡ nhiều kỉ lục về doanh thu tại nhiều quốc gia. Bộ phim này đã thắng 1 giải Oscar cho hạng mục "Phim hoạt hình hay nhất" năm 2016 tại Giải Oscar lần thứ 89 (2017).

## Nội dung
Juddy Hopps, một con thỏ sống tại vùng nông thôn Bunnyburrow, trong mình ước mơ trở thành một sĩ quan cảnh sát tại thành phố Zootopia. Tuy nhiên, khi đã thành công thực hiện mong muốn, cô được Cảnh sát trưởng Bogo, một con trâu châu Phi phân bổ nhiệm vụ làm nhân viên ghi vé phạt các xe đậu sai quy định do nghi ngờ khả năng vì cô quá nhỏ bé. Nhưng rồi một bước ngoặt đã thay đổi mọi việc, cô tình cờ gặp Nick Wilde, một tên cáo chuyên đi lừa bịp người khác.
Sau đó, cô bắt gặp một tên cướp tên là Duke Weaselton và bỏ ca trực để truy đuổi hắn (việc này nằm ngoài trách nhiệm của cô). Trong lúc bị khiển trách bởi Bogo và gần như bị đuổi việc thì bà Otterton, một con rái cá xuất hiện, khẩn cầu sự giúp đỡ truy tìm tung tích người chồng mất tích của mình - một trong những cư dân bị mất tích bí ẩn gần đây của Zootopia. Để làm nguội cơn thịnh nộ của Bogo, Hopps tình nguyện đảm nhận vụ án và đồng ý từ chức nếu không thể phá án trong vòng 48 giờ. Tình cờ cô nhìn thấy Wilde trong bức ảnh cuối cùng của Otterton và sau đó dùng thủ đoạn để ép buộc anh ta phải hỗ trợ cô trong cuộc điều tra.
Sau khi lấy được biển số xe của ông Otterton, Hopps và Wilde lần theo nó, cuối cùng gặp Ngài Big, một tên trùm tội phạm thuộc loài chuột chù. Big cung cấp thông tin cho biết Otterton là một người cung cấp hoa cho mình, tuy nhiên hắn đã phát điên và tấn công điên loạn vào tài xế của ông - Manchas, một con báo đen. Hopps và Wilde đến gặp Manchas, lúc này anh ta đề cập đến "Kẻ Tru Đêm" trước khi phát điên và truy sát cả hai.
Khi Bogo cùng đội cứu viện đến thì Manchas đã biến mất. Bogo yêu cầu Hopps từ chức, nhưng Wilde ngăn cản và viện cớ họ vẫn còn hơn 10 giờ để giải quyết vụ án.
Wilde chợt nhớ đến hệ thống camera giám sát của thành phố nhất định đã ghi được hình ảnh của Manchas, cả hai đến nhờ sự trợ giúp của Trợ lý Thị trưởng Bellwether (cừu đầu đoàn), một con cừu. Họ xác định được những kẻ bắt Manchas đi là những con chó sói, nghĩ rằng chúng là "những Kẻ Tru Đêm". Hopps và Wilde lần theo dấu vết dẫn đến một nhà thương điên bên cạnh một dòng thác (Cliffside Asylum). Họ phát hiện ra ông Otterton cùng một số động vật săn mồi khác nằm trong diện mất tích đều ở đây, tất cả đều trở nên điên loạn như Manchas. Sau khi vô tình nghe được cuộc nói chuyện giữa một bác sĩ và Thị trưởng Lionheart, cả hai đã trốn thoát cùng với bằng chứng và sau đó đến bắt giữ Lionheart.
Sau mọi việc, Hopps phát triển mối quan hệ bạn bè với Wilde và đề xuất anh gia nhập Sở Cảnh sát Zootopia. Tuy nhiên, trong cuộc họp báo liên quan đến vụ án, Hopps đã bàn luận về vấn đề những loài động vật phát điên đều là động vật săn mồi và "họ đang có xu hướng quay về với bản năng tự nhiên". Wilde cảm thấy bị tổn thương và ra đi trước lời bình luận của cô. Cảm thấy ân hận về những phát ngôn gây ra tranh cãi về việc phân biệt đối xử, Hopps từ chức và quay trở về nhà.
Sau khi quay về Bunnyburrow, Hopps được biết rằng "Kẻ Tru Đêm" thực chất ám chỉ đến một loài hoa gây nên triệu chứng phân loạn thần kinh ở các động vật, khiến chúng trở nên điên loạn. Hopps trở lại Zootopia và hòa giải với Wilde, tìm đến Weaselton và biết được tên này chuyên thu mua loại hoa Tru đêm để bán lại cho một phòng thí nghiệm bí mật. Cả hai tìm đến phòng thí nghiệm và phát hiện một tên cừu đang chế ra loại huyết thanh "Tru Đêm", chúng tiêm loại huyết thanh này vào mục tiêu bằng một chiếc súng phi tiêu. Sau khi lấy được bằng chứng, Hopps và Wilde mang đến ZPD (Sở Cảnh sát Zootopia) nhưng bị bọn chúng phát hiện và truy đuổi.
Trong lúc mang bằng chứng đến ZPD, họ bất chợt gặp Bellwether, cô ta cố gắng thuyết phục để lấy được bằng chứng. Nhận ra chính Bellwether mới là chủ mưu của mọi việc, Hopps và Wilde cố gắng chạy trốn và gọi ZPD giúp đỡ, Bellwether lấy được khẩu súng và bắn vào Wilde để anh ta giết Hopps.  Tuy nhiên, viên huyết thanh đã bị đánh tráo thành một quả việt quất. Với lời thú nhận của Bellwether được ghi âm lại, cả hai có đủ chứng cứ để đưa Bellwether ra trước ánh sáng.
Vài tháng sau, Hopps được trở lại làm việc tại ZPD. Các động vật trúng huyết thanh trước đó được điều trị và dần hồi phục, Lionheart cũng được xóa bỏ các cáo buộc và phục chức làm Thị trưởng. Wilde gia nhập ZPD, trở thành cảnh sát cáo đầu tiên và được chọn làm cộng sự của Hopps.

## Lồng tiếng

### Tiếng Anh
- Ginnifer Goodwin vai Judy Hopps, một con thỏ châu Âu 24 tuổi đến từ vùng nông thôn Bunnyburrow, là thành viên mới được bổ nhiệm của Cục Cảnh sát Zootopia.
  - Della Saba lồng tiếng cho Judy Hopps lúc nhỏ
- Jason Bateman vai Nicholas P. "Nick" Wilde, một con cáo đỏ 32 tuổi lưu manh chuyên lừa bịp mọi nơi. 
  - Kath Soucie lồng tiếng cho Nicholas P. "Nick" Wilde lúc nhỏ
- Idris Elba vai Cảnh Sát Trưởng Bogo, một con trâu rừng châu Phi, đứng đầu Sở Cảnh sát Zootopia.
- J.K. Simmons vai Leodore Lionheart, một con sư tử, là Thị trưởng của Zootopia.
- Tommy Chong vai Yax, là con bò Tây Tạng, chủ sở hữu của câu lạc bộ khỏa thân Mystic Springs Oasis.
- Octavia Spencer vai bà Otterton, một con rái cá sông Bắc Mỹ.
- Jenny Slate vai Dawn Bellwether, một con cừu nhỏ bé, là Trợ lý Thị trưởng Thành phố Zootopia.
- Shakira vai Gazelle, một con linh dương Thomson đến từ Sahara Square, là một ngôi sao nhạc pop nổi tiếng và có rất nhiều người hâm mộ.
- Nate Torrence vai sĩ quan Benjamin Clawhauser, một con báo săn béo phì, làm việc như một điều phối viên của Cục Cảnh sát Zootopia.
- Bonnie Hun vai Bonnie Hopps, một con thỏ châu Âu từ Bunnyburrow, là mẹ của Judy Hopps.
- Don Lake vai Stu Hopps, một con thỏ châu Âu từ Bunnyburrow, là bố của Judy Hopps.
- Alan Tudyk vai Duke Weaselton, một con triết bụng trắng lưu manh bịp bợm, tên của nhân vật này được chơi chữ từ 'Bá tước Duke của xứ sở Weaselton" trong bộ phim Frozen, người này cũng do Tudyk lồng tiếng.
- Raymond S. Persi vai Flash, "con lười ba ngón nhanh nhất", làm việc tại DMV (viết tắt của Department of Mammal Vehicles).
  - Persi cũng lồng tiếng cho sĩ quan Higgins, một con hà mã là thành viên ưu tú của Zootopia Police Department's 1st Precinct.
- Maurice LaMarche vai Mr. Big, một con chuột chù Bắc Cực, là tên trùm tội phạm đáng sợ nhất ở Tundratown.
- Phil Johnston vai Gideon Grey, một con cáo đỏ từ Bunnyburrow, kẻ thường xuyên bắt nạt những con thỏ và cừu khi còn trẻ. Khi trưởng thành, Grey đã dần thay đổi và trở thành một thợ làm bánh. 
  - Johnston cũng lồng tiếng cho một nhân vật ngoài màn hình tức giận nói rằng thuế của anh ta trả lương cho Judy khi được cô ấy tặng vé đậu xe.
- Fuschia! vai Major Friedkin, một con gấu Bắc Cực làm việc tại Học viện cảnh sát Zootopia có vai trò là giảng viên huấn luyện quân sự.
- John DiMaggio vai Jerry Jumbeaux Jr., một con voi châu Phi, là chủ sở hữu tiệm kem dành cho voi Jumbeaux's Café. 
  - DiMaggio cũng lồng tiếng cho Woolter và Jesse (một cách chơi chữ trong chương trình Breaking Bad của nhân vật chính), hai con cừu đực là trợ lý của Doug; một con nai sừng tấm nhận được vé đậu xe từ Judy; và một phóng viên lợn.
- Katie Lowes vai Tiến sĩ Madge Honey Badger, một con lửng mật, chuyên xử lý các trường hợp y tế cấp bách.
- Gita Reddy vai Nangi, một con voi Ấn Độ, là một hướng dẫn viên yoga tại câu lạc bộ Mystic Springs Oasis.
- Jesse Corti vai Manchas, một con báo đen là tài xế lái chiếc limo của Mr. Big.
- Tom Lister, Jr. vai Finnick, một con cáo fennec, là cộng sự của Nick Wilde trong các phi vụ lừa đảo.
- Josh Dallas vai Frantic Pig
- Leah Latham vai Fru Fru, một con chuột chù Bắc Cực, con gái của Mr. Big, là người ngăn cản không cho cha sát hại Hopps và Wilde vào ngày cưới của mình, cuối cùng cô trở thành chị em kết nghĩa với Hopps.
- Rich Moore vai Doug, một con cừu đực, là nhà hóa học làm việc cho Trợ lý Thị trưởng Bellwether. 
  - Moore cũng lồng tiếng cho Larry, một con sói xám là nhân viên bảo vệ ở Cliffside Asylum.
- Peter Mansbridg vai Peter Moosebridge, người dẫn chương trình cho bản tin thời sự của kênh truyền hình ZTV - Hình ảnh nai sừng tấm Á-Âu được sử dụng trong phiên bản tiêu chuẩn của bộ phim, phát hành tại Hoa Kỳ, Pháp, Canada, Nga và Mexico. Ở các nước khác là một loài động vật khác, và được lồng tiếng bởi một người khác. Tại Úc và NewZealand là một con gấu túi, được lồng tiếng bởi David Campbell. Phiên bản Brazil sử dụng một con báo đốm được lồng tiếng bởi Ricardo Boechat. Phiên bản tiếng Nhật sử dụng một con Tanuki. Phiên bản Trung Quốc sử dụng một con gấu trúc và phiên bản của Anh sử dụng một con Corgi.
- Byron Howard vai Bucky Oryx-Antlerson, một con linh dương Kudu lớn, là người hàng xóm của Judy Hopps. 
  - Howard cũng lồng tiếng cho Travis, người bạn chồn sương chân đen của Gideon Grey.
- Jared Bush vai Pronk Oryx-Antlerson, một con linh dương gemsbok, là người hàng xóm của Judy Hopps.
- Mark "Rhino" Smith vai Cảnh sát McHorn, một con tê giác đen, là thành viên của Cục Cảnh sát Zootopia.
- Josie Trinidad vai Bà Dharma Armadillo, một con tatu chín đai, bà là chủ căn hộ của Judy Hopps.
- John Lavelle vai con chuột đốc công không tên của đội xây dựng của Little Rodentia, là người nhận được gậy Pawpsicle của Nick và Finnick.
- Kristen Bell vai Priscilla, một con lười ba ngón, là đồng nghiệp của Flash tại DMV.

### Lồng Tiếng Việt
- Judy Hopps (trẻ & người lớn): Võ Hạ Trâm
- Young Nick: Lưu Ái Phương
- Nicholas P. "Nick" Wilde: Nguyễn Hòa Bình
- Sếp Bogo (Chief Bogo): Trần Minh Quang
- Thị Trưởng Lionheart: Thái Văn Quốc Uy
- Bellwether: Nguyễn Võ Lan Trinh (Miko Lan Trinh)
- Officer Benjamin Clawhauser: Phạm Hiếu Hiền
- Yax: Lê Huy An
- Mrs Otterton: Phạm Thị Phương Minh
- Bonnie Hopps: Lê Thị Ngọc Quyên
- Stu Hopps: Nguyễn Đạt Phi
- Duke Weaselton: Phạm Vũ Minh Thành
- Flash: Trần Ngọc Sinh
- Gazelle: Ngô Kiều Hạnh
- Lão Đại (Mr.Big): Vũ Xuân Trang
- Gideon Grey: Nguyễn Gia Huy
- Drill Segeant: Nguyễn Thị Cẩm Linh
- Jerry Jumbeaux Jr: Dương Trọng Cường
- Badger Doctor: Liêu Hà Trinh
- Nangi: Trương Bảo Anh
- Manchas: Hồ Cát Trắng
- Finnick: Trần Ngọc Sinh
- Frantic Pig: Ngô Tấn Phát
- Fru Fru: Phạm Thị Thùy Trang
- Doug: Trần Ngọc Sang
- Peter Moosebridge: Dương Trọng Cường
- Bucky Oryx-Antlerson: Nguyễn Minh Triết
- Pronk Oryx-Antlerson: Trần Lân Nhã
- Sĩ Quan McHorn (Officer McHorn): Nguyễn Hoài Tâm
- Landlady: Huỳnh Thị Lệ Huyền
- Mouse Foreman: Nguyễn Ngọc Tây
- Priscilla: Lưu Ái Phương

## Quá trình sản xuất
Ngày 9 tháng tám, 2013, Disney thông báo tại D23 Expo rằng đạo diễn Byron Howard (đạo diễn phim Bolt và Tangled) sẽ đạo diễn một bộ phim hài kịch-phiêu lưu về một thế giới toàn động vật tên là Zootopia  của Walt Disney Animation Studios. Bộ phim được biên kịch bởi Jared Bush, và lên kế hoạch để phát hành vào tháng 3 năm 2016. Jason Bateman được biết sẽ lồng tiếng cho một nhân vật trong phim. Theo như Howard, Phi vụ động trời sẽ khác với những bộ phim về động vật giống người khác, nơi động vật không sống ở trong tự nhiên lẫn thế giới loài người. Phim giả thuyết rằng, động vật sống trong một thế giới hiện đại do chính chúng tạo ra, điều này được khẳng định bởi giám đốc sáng tạo John Lasseter, người đã nâng Howard "lên không trung như bé sư tử Simba," khi ông đưa ra ý tưởng phim.
Tháng 3 năm 2015, hãng tiết lộ rằng Rich Moore (đạo diễn phim Wreck-It Ralph) đã được chọn vào vị trí đạo diễn bộ phim, cùng với Jared Bush (đạo diễn loạt phim Penn Zero: Part-Time Hero) đồng đạo diễn, sau đó cốt truyện của bộ phim được duyệt lại. Theo như thông báo năm 2013, cốt truyện phim nói về một con cáo rất láu cá Nick Wilde, một kẻ đang trốn chạy sau khi bị cáo buộc một tội mà hắn vô can. Cảnh sát cấp cao của Zootopia tên Lieutenant Judy Hopps, là người đang truy đuổi Wilde, nhưng khi cả hai trở thành mục tiêu của một âm mưu, họ hợp sức lại làm thành một nhóm và họ nhận ra rằng kể cả kẻ thù tự nhiên (cáo-thỏ) cũng có thể trở thành bạn thân.
Vào tháng năm, 2015, Bateman và Ginnifer Goodwin được chọn để lồng tiếng cho hai nhân vật Nick Wilde và Lieutenant Judy Hopps trong bộ phim. đoàn làm phim chọn Bateman bởi vì họ muốn một diễn viên có thể tạo nên "một tiếng cười nhưng chân thật" với "một chất giọng gian manh và khả năng nói đùa như không đùa." Bateman mô tả nhân vật của mình như là "một kẻ gian manh và đầy mỉa mai," đặc biệt giống hệt ông hồi 12 tuổi. "Tôi đã nói đùa rằng, 'Các người muốn tôi nói kiểu giọng gì đây?' Và họ nhìn tôi như thể tôi là một tên ngốc và họ bảo, 'Cứ nói y như ông đang nói bây giờ vậy thôi.'"
Khi nhận xét về những ưu điểm của Goodwin, Moore nói rằng cô ấy mang theo mình "một sự ngọt ngào rất đặc biệt, một trái tim đầy nhiệt huyết và một óc khôi hài tuyệt vời," Goodwin mô tả nhân vật của mình là một "kẻ cực kỳ lạc quan và pha chút táo tợn." Goodwin nhận xét nhân vật của mình đôi lúc rất dễ xúc động, nhưng không hề bị đánh giá thấp. "Người ta thường dễ bị rung động vì quá cả tin hay quá ngây thơ, Hopps là một cô gái tốt. Nhưng cô ấy không phải là một cô thỏ ngu ngốc."

## Nhạc phim
Nhạc nền của bộ phim được biên soạn bởi Michael Giacchino, đây là lần đầu tiên nhà soạn nhạc này hợp tác với một bộ phim dài của Walt Disney Animation Studios, quá trình thu âm nhạc phim diễn ra vào tháng 11 năm 2015 bởi một dàn nhạc gồm 80 nhạc công và được chỉ huy bởi nhạc trưởng Tim Simonec. Ngoài việc lồng tiếng cho nhân vật Gazelle, nữ ca sĩ Shakira còn thể hiện ca khúc gốc trong phim "Try Everything" được viết bởi Sia và Stargate.
Tất cả nhạc phẩm được soạn bởi Michael Giacchino (ngoại trừ "Try Everything").
| STT              | Nhan đề                                 | Sáng tác                                          | Artist           | Thời lượng |
| ---------------- | --------------------------------------- | ------------------------------------------------- | ---------------- | ---------- |
| 1.               | "Try Everything"                        | Sia Furler, Tor Erik Hermansen, Mikkel S. Eriksen | Shakira          | 3:16       |
| 2.               | "Stage Fright"                          |                                                   |                  | 0:39       |
| 3.               | "Grey's Uh-Mad at Me"                   |                                                   |                  | 1:44       |
| 4.               | "Ticket to Write"                       |                                                   |                  | 1:07       |
| 5.               | "Foxy Fakeout"                          |                                                   |                  | 2:08       |
| 6.               | "Jumbo Pop Hustle"                      |                                                   |                  | 1:50       |
| 7.               | "Walk and Stalk"                        |                                                   |                  | 1:29       |
| 8.               | "Not a Real Cop"                        |                                                   |                  | 1:34       |
| 9.               | "Hopps Goes (After) the Weasel"         |                                                   |                  | 2:19       |
| 10.              | "The Naturalist"                        |                                                   |                  | 3:09       |
| 11.              | "Work Slowly and Carry a Big Shtick"    |                                                   |                  | 0:44       |
| 12.              | "Mr. Big"                               |                                                   |                  | 2:47       |
| 13.              | "Case of the Manchas"                   |                                                   |                  | 4:00       |
| 14.              | "The Nick of Time"                      |                                                   |                  | 5:02       |
| 15.              | "World's Worst Animal Shelter"          |                                                   |                  | 4:24       |
| 16.              | "Some of My Best Friends Are Predators" |                                                   |                  | 3:47       |
| 17.              | "A Bunny Can Go Savage"                 |                                                   |                  | 1:45       |
| 18.              | "Weasel Shakedown"                      |                                                   |                  | 2:04       |
| 19.              | "Ramifications"                         |                                                   |                  | 3:58       |
| 20.              | "Ewe Fell for It"                       |                                                   |                  | 6:37       |
| 21.              | "Three-Toe Bandito"                     |                                                   |                  | 0:43       |
| 22.              | "Suite from Zootopia"                   |                                                   |                  | 7:28       |
| Tổng thời lượng: | Tổng thời lượng:                        | Tổng thời lượng:                                  | Tổng thời lượng: | 62:34      |

## Phát hành
Phi vụ động trời được phát hành rải rác vào các ngày trung tuần Tháng Hai tại một mố thị trường, sớm nhất là ngày 10 Tháng Hai năm 2016 tại Bỉ. Phim được công chiếu chính thức tại Hoa Kỳ vào ngày 4 Tháng Ba năm 2016. Tại châu Âu phim có tên là Zootropolis, được phát hành tại Phần Lan vào ngày 4 Tháng Ba năm 2016, tiếp đó được phát hành rộng rãi vào ngày 25 Tháng Ba năm 2016.
Phi vụ động trời được phát hành dưới các định dạng Disney Digital 3D, RealD 3D và IMAX 3D, đây là phim hoạt hình đầu tiên của Disney được phát hành dưới định dạng IMAX tại thị trường nội địa kể từ sau Treasure Planet.

### Quảng bá
Teaser trailer đầu tiên của Phi vụ động trời được Disney đăng tải lên kênh YouTube của hãng vào ngày 11 Tháng Sáu năm 2015, và được chiếu kèm với các suất chiếu Inside Out của Pixar. Một teaser trailer tiếp theo được Disney đăng tải lên kênh YouTube vào ngày 23 Tháng Mười Một năm 2015 (đồng thời chiếu kèm các suất chiếu The Good Dinosaur của Pixar), với phân cảnh các nhận vật chính đi đến DMV (Department of Mammal Vehicles, nhại theo cơ quan Department of Motor Vehicles của Hoa Kỳ), nơi mà toàn bộ nhân viên đều là những con lười. Trailer chính thức của bộ phim được Disney đăng tải lên kênh YouTube vào đúng dịp giao thừa 2015. Mô hình hai nhân vật Judy Hopps và Nick Wilde được phát hành cho Disney Infinity 3.0 vào ngày 1 Tháng Ba năm 2016.
Công ty tiếp thị kĩ thuật số Allied Integrated Media đã ký một hợp đồng với Disney nhằm chính thức tiếp cận các thành viên của cộng đồng người hâm mộ trên Meetup, khuyến khích họ mặc những bộ trang phục hóa trang các con vật sau đó chụp hình đăng lên các phương truyền thông xã hội kèm hashtag phim, như một phương thức tiếp thị cho bộ phim.

## Đón nhận

### Phản hồi chuyên môn
Zootopia nhận được sự khen ngợi rộng rãi về mặt chuyên môn. Trên trang Rotten Tomatoes, bộ phim nhận được 99% phản hồi tích cực, số liệu tổng hợp dựa trên 188 đánh giá, với điểm số trung bình đạt 8,1/10. Nhận xét chung của trang này viết "Xuất sắc và tròn trịa, Zootopia mang đến một thông điệp phong phú, thời sự cũng như nghệ thuật hoạt họa tuyệt đẹp nhưng vẫn súc tích và hài hước để làm hài lòng khán giả nhí." Trên Metacritic, phim có điểm đánh giá 78 trên 100, tổng hợp dựa trên 39 bài phê bình, xếp loại "nhìn chung được phản hồi tích cực". Trên CinemaScore, khán giả cho bộ phim điểm trung bình là "A" trên thang điểm từ A+ đến F.

### Doanh thu
Ngày 19/7/2016, Zootopia đã thu được 341,2 triệu đô la mỹ ở Bắc Mỹ và 681,4 triệu đô la mỹ toàn thị trường bên ngoài với tổng cộng là 1,023 tỷ đô la trong khi kinh phí sản xuất là 150 triệu đô la mỹ. Nó đã trở thành một cú hit khá bất ngờ của năm, theo sau đó là Deadpool. Ngày 18/3/2016, bộ phim đạt được mốc 500 triệu đô, trở thành phim hoạt hình animation thứ ba của hãng phim Walt Disney đạt được cột mốc này chỉ sau Frozen (2013) và Big Hero 6 (2014). Ngày 5/4, nó trở thành bộ phim đầu tiên của năm 2016 thu được hơn 800 triệu đô phòng vé, và vào 24/4, trở thành phim đầu tiên trong năm 2016 vượt qua ngưỡng 900 triệu đô. Ngày 5/6/2016, bộ phim vượt qua ngưỡng 1 tỷ đô, trở thành bộ phim đứng thứ 2 trong năm 2016 làm được điều này (đứng sau Captain America: Civil War), bộ phim hoạt hình animation đứng thứ tư, bộ phim thứ 11 của hãng Disney (phim hoạt hình thứ 3) và là bộ phim thứ 26 trên tất cả các phim đạt được cột mốc.
Trên toàn thế giới, bộ phim hiện nay đang là phim đứng thứ 2 có doanh thu cao nhất trong năm 2016 chỉ sau Captain America: Civil War, là bộ phim hoạt hình animation có doanh thu cao nhất năm 2016, là bộ phim hoạt hình có doanh thu cao thứ hai mọi thời đại của xưởng phim Walt Disney Animation Studios trong lần ra mắt chính thức (sau Frozen), là phim hoạt hình doanh thu cao thứ tư mọi thời đại (sau Frozen, Minions và Toy Story 3), và là bộ phim đứng thứ 24 trong số những bộ phim có doanh thu cao nhất mọi thời đại.

### Các thông tin khác
Zootopia được đề cử trong giải Quả cầu vàng 2017, với Moana, gây ra nội chiến nhà chuột. Nội chiến nhà chuột kết thúc khi Zootopia đoạt giải Quả cầu vàng 2017.
Hiện nay có báo cho rằng các nhà đạo diễn của Zootopia sẽ tiếp tục làm phần tiếp theo của Zootopia (là Zootopia 2) và đồng thời bộ phim sẽ "mở rộng" mối quan hệ của Nick Wilde và Judy Hopps.